# Алёшкин, Павел Егорович
Па́вел Его́рович Алёшкин (16.02.1913 — 06.02.2001 гг.) — капитан дальнего плавания, известный рыбак Камчатки, Герой Социалистического Труда.

## Биография
Родился 16 февраля 1913 года в Астрахани в семье рыбака.
С 1929 года рыбак в рыболовецком колхозе в бригаде отца. В 1931 году по оргнабору уехал на Дальний Восток. Там — матрос, ученик и помощник первого тралмейстера.
С 1936 года работал в Камчатской области в составе Базы активного опытного лова (БАОЛ). В 1936—1938 годах — дрейфмастер рыболовного траулера (РТ) «Ударник». В 1938—1941 и 1943—1945 годах — тралмейстер РТ «Буревестник», а в 1941—1942 годах — РТ «Восток».
В зимние сезоны 1941—1942 и 1942—1943 годов экипаж траулера «Восток» выловил по 10 тысяч центнеров камбалы на юго-западном районе Камчатки — тогда это был невиданный результат. Награждён медалью «За трудовую доблесть» (23.08.1943). В 1946 году окончил учебно-командные курсы.
В 1946—1947 годах — 2-й помощник, старший помощник капитана РТ «Буревестник», «Гага», «Палтус». С 1947 года — капитан сейнера № 2, дрифтера «Стахановец». В 1950 году окончил школу усовершенствования квалификации командного состава в городе Петропавловск-Камчатский.
Работал до 1965 года капитаном траулера «Полярник» Тралфлота, выловившего 2500 тонн рыбы (всесоюзный рекорд — 2760 тонн — был у А. А. Кузнецова).
С 1966 года — капитан среднего рыболовного морозильного траулера «СРТМ 8-414».
Умер 6 февраля 2001 года.

## Память
Ему посвящена книга Воскобойникова В. И. «Павел Егорович Алешкин» — Петропавловск-Камчатский, 1961.

## Награды
- Герой Социалистического Труда (1957).
- Орден Ленина (18.01.1954).